# Cástor (estrella)
Cástor (α Geminorum / α Gem / 66 Geminorum / HIP 36850) es la segunda estrella más brillante de la constelación de Géminis después de Pólux (β Geminorum). Junto con ésta representa los dos gemelos celestiales que dan a la constelación de Géminis su nombre (Gemini en latín significa «los gemelos»). En 1678 se descubrió que Cástor es una binaria visual cuyas componentes, separadas unos 6 segundos de arco, tienen magnitudes aparentes de +2.91 y +1.96.

## Nombre
El nombre de Cástor, usado durante siglos para designar a α Geminorum, hace referencia al hermano mortal de los Dioscuros, gemelo de Pólux. Sin embargo, en la antigua Grecia esta estrella era conocida como Apollo (Ἀπόλλων), nombre que parece haber perdurado hasta los tiempos de John Flamsteed. En el dialecto dórico era Ἀπέλλων, término que ha dado lugar a las variantes Afelar, Aphellon, Apullum y Avellar.
La estrella también lleva el nombre árabe Al-Ras al-Taum al-Muqadim (‘la cabeza del primer gemelo’). No obstante, de acuerdo a Al Tizini, su primer nombre indígena fue Al Awwal al Dhirāʽ (‘la primera en la garra / brazo’); hacía referencia a la figura celestial de un enorme león, Asad, representada por los nómadas del desierto.
En la antigua Babilonia Cástor señalaba la undécima constelación eclíptica, Mash-mashu-Mahrū, (‘el gemelo occidental’). En China reconocían a esta estrella como Yin, que en la filosofía oriental es una de las dos fuerzas fundamentales, opuestas pero complementarias, que se encuentran en todas las cosas.

## Descripción del sistema estelar
Cástor es una estrella binaria visual cuyas componentes, Cástor A y Cástor B, completan una órbita cada 445 años. Aunque la distancia media entre ambas es de 104 au, la excentricidad de la órbita (ε = 0.34) hace que la separación entre ellas varíe entre 71 y 138 au. El plano orbital está inclinado 25° respecto a la línea de visión. A su vez, cada una de las componentes es una binaria espectroscópica: las componentes de Cástor A están separadas 0.12 au con un período orbital de 9.21 días, mientras que las componentes de Cástor B, separadas 0.03 au, completan una órbita cada 2.93 días.
Pero Cástor es, en realidad, una estrella «séxtuple»: tiene una acompañante muy poco luminosa a unos 72 segundos de arco, Cástor C, cuyos paralaje y movimiento propio son iguales al del par Cástor AB. Cástor C es también una binaria espectroscópica y además una binaria eclipsante (denominada YY Geminorum), cuyas componentes se mueven en una órbita circular con una separación de 0.018 au, completando una vuelta cada 19.5 horas. La distancia entre Cástor C y el par Cástor AB es tan grande (unas 1000 au) que aún no se ha observado movimiento orbital alguno.

## Características físicas
La estrella principal de Cástor A es una estrella blanca de la secuencia principal de tipo espectral A1 V. Tiene una temperatura de 9500 K y una luminosidad 37 veces mayor que la del Sol. Por su parte, la componente principal de Cástor B es una estrella con líneas metálicas —lo que ha llevado a que sea catalogada entre A2 y A5— con una temperatura de 8300 K y 13 veces más luminosa que el Sol. Las masas respectivas de A y B son 2.4 y 1.9 masas solares. Las acompañantes de estas dos estrellas blancas no son bien conocidas; la compañera de Cástor A puede ser de tipo K tardío y la de Cástor B una enana roja. Ambas binarias emiten rayos X, probablemente por la actividad magnética de las compañeras invisibles.
En la siguiente tabla se recogen los parámetros de las seis estrellas que forman el sistema estelar de Cástor.
| Parámetro      | Componente | Componente          | Componente | Componente | Componente | Componente |
| Parámetro      | Cástor Aa  | Cástor Ab           | Cástor Ba  | Cástor Bb  | Cástor Ca  | Cástor Cb  |
| -------------- | ---------- | ------------------- | ---------- | ---------- | ---------- | ---------- |
| Tipo espectral | A1 V       | Desconocido (¿K V?) | A2 Vm      | M2 V       | M0.5 Ve    | M0.5 Ve    |
| Masa (MSol)    | 2.4        | 0.4‑0.6             | 1.9        | 0.4‑0.6    | 0.61       | 0.61       |
| Radio (RSol)   | 2.3        | ?                   | 1.6        | ?          | 0.62       | 0.62       |

## YY Geminorum
Las dos estrellas del subsistema Cástor C son enanas rojas casi idénticas de tipo espectral M0.5 V y 3820 K de temperatura efectiva. Ambas tienen aproximadamente la misma masa, equivalente al 61 % de la masa solar. Cada una con un radio igual al 62 % del que tiene el Sol, se hallan separadas por solo 6.3 radios solares. Una o las dos estrellas que componen Cástor C son estrellas fulgurantes —semejantes a Próxima Centauri o Wolf 359—, por lo que Cástor C recibe además la  denominación, en cuanto estrella variable, de YY Geminorum.